# Astrabe
Astrabe es un pequeño género de pez góbido nativo de aguas marinas en las costas de Japón.

## Especies
Existen tres especies reconocidas en este género:
- Astrabe fasciata Akihito & Meguro, 1988
- Astrabe flavimaculata Akihito & Meguro, 1988
- Astrabe lactisella D. S. Jordan & Snyder, 1901